# مایکل دوگان
مایکل دوگان (انگلیسی: Michael Dugan؛ زادهٔ ۲۲ فوریهٔ ۱۹۳۷) ژنرال بازنشسه نیروی هوایی ایالات متحده آمریکا است، که در فاصله ژوئیه تا سپتامبر ۱۹۹۰ به‌عنوان سیزدهمین رئیس ستاد نیروی هوایی فعالیت می‌کرد. وی به‌علت آنکه به خبرنگاران اعلام کرد که نیروهای مسلح آمریکا قصد داشتند در خلال جنگ خلیج فارس اقدام به زدن صدام حسین، خانواده او و حتی معشوقه او نمایند، از سوی وزیر دفاع وقت؛ دیک چینی برکنار شد.
دوگان فعالیت نظامی را از سال ۱۹۵۸ در نیروی هوایی آمریکا آغاز کرد، از ۱۹۷۸ تا ۱۹۷۹ فرمانده بال ۳۵۵ تاکتیکی بود، از ۱۹۷۹ تا ۱۹۸۰ فرماندهی بال ۲۳ تاکتیکی را برعهده داشت و در فاصله سال‌های ۱۹۸۰ تا ۱۹۸۲ به‌عنوان فرمانده لشکر ۸۳۲ هوایی فعالیت می‌کرد. او از ۱۹۸۷ تا ۱۹۸۸ معاون عملیات فرماندهی هوایی تاکتیکی بود و از ۱۹۸۹ تا ۱۹۹۰ فرماندهی نیروهای هوایی ایالات متحده آمریکا در اروپا و آفریقا را برعهده داشت.